# Dekanat Dubiecko
Dekanat Dubiecko – dekanat archidiecezji przemyskiej, w archiprezbiteracie przemyskim.

## Historia
W 1968 roku dekretem bpa Ignacego Tokarczuka został utworzony dekanat dubiecki, w którego skład weszły parafie z wydzielonego terytorium dekanatów:
- dynowskiego – Dubiecko, Bachórz, Bachórzec, Drohobyczka, Nienadowa.
- przemyskiego – Babice, Krzywcza, Tarnawka.

## Parafie
- Babice – pw. Trójcy Przenajświętszej
  - Bachów – kościół filialny pw. Matki Bożej Różańcowej
  - Skopów – kościół filialny pw. Matki Bożej Częstochowskiej
- Bachórz – pw. św. Wojciecha
  - Laskówka – kościół filialny pw. św. Maksymiliana Marii Kolbego
- Bachórzec – pw. św. Katarzyny
  - Kosztowa – kościół filialny pw. Miłosierdzia Bożego
- Drohobyczka – pw. Matki Bożej Szkaplerznej
- Dubiecko – pw. Niepokalanego Serca Najświętszej Maryi Panny
  - Słonne – kościół filialny pw. Matki Bożej Częstochowskiej
- Krzywcza – pw. Narodzenia Najświętszej Maryi Panny
  - Ruszelczyce – kościół filialny pw. Matki Bożej Fatimskiej
  - Reczpol – kościół filialny pw. św. Jana Pawła II
  - Średnia – kościół filialny pw. Matki Bożej Nieustającej Pomocy
- Nienadowa Dolna – pw. Matki Bożej Nieustającej Pomocy
- Nienadowa (Nienadowa Górna) – pw. Najświętszego Serca Pana Jezusa
  - Hucisko Nienadowskie – kościół filialny pw. Przemienienia Pańskiego
- Tarnawka – pw. św. Jana Kantego
  - Piątkowa – kościół filialny pw. Najświętszej Maryi Królowej Polski

## Zgromadzenia zakonne
- Dubiecko – ss. Serafitki (1970)
- Bachórz – ss. Służebniczki starowiejskie (1873)
- Bachórzec – ss. Rodziniarki (1911)